# Andreas Werckmeister

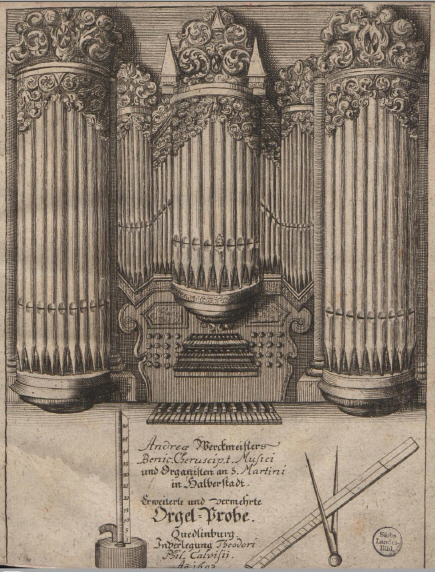
Titelsidan till Orgelprobe (1698).

Andreas Werckmeister, född 30 november 1645 i Benneckenstein vid Oberharz am Brocken, död 26 oktober 1706 i Halberstadt, var en tysk organist, komponist och musikteoretiker.. 
Werckmeister avslutade sin musikerbana som organist vid St. Martini-kyrkan i Halberstadt. Han författade bland annat Orgelprobe (1681; andra utökade upplagan 1698) och Musikalische Temperatur (1691), den första skrift, som med bestämdhet påyrkade och på ett grundläggande sätt utredde den liksvävande temperaturen som metod för orglars och klaverinstruments stämning. Hans handbok för generalbasspel Die.. Regeln wie der...General-Bass ... könne tractiert werden (1698, utökade upplagor 1700, 1715) riktade sig till nybörjare och var särskilt för det begynnande privata musicerandet vid klaveret till stor nytta.